# Jan Matejko
Jan Alojzy Matejko (n. 24 iunie 1838, Orașul Liber Cracovia – d. 1 noiembrie 1893, Cracovia, Austro-Ungaria) a fost un pictor polonez, renumit pentru picturile sale care reprezintă personaje și scene din istoria Poloniei. A făcut parte din Grupul de la München.
Jan Matejko s-a concentrat, în pictură, pe principalele subiecte din istoria Poloniei și pe identificarea surselor de documentare în vederea realizării cu minuțiozitate a imaginilor pictate. El a creat două categorii de picturi istorice. Prima categorie a fost cea îndreptată contra magnaților polonezi a căror lipsă de patriotism a cauzat în opinia sa căderea Poloniei. Această direcție în pictura sa a fost începută prin realizarea picturii Stańczyk („Bufonul Stanczyk la știrea căderii orașului Smolensk”) în anul 1862. Stanczyk, a fost un bufon la curtea regelui Sigismund I (1437 - 1548), căruia, Matejko i-a dat alte însușiri artistice. Bufonul este reprezentat ca un simbol al conștiinței națiunii: el stă posomorât într-un scaun aparte de celelalte elemente de mobilier pictate, el prevăzând că evenimentele din timpul războaielor ruso - lituaniene vor avea un sfârșit tragic. În acest grup de picturi se includ și pânzele „Predica de Piotr Skarga” (poloneză Kazanie Skargi, 1864) și „Reytan” din 1866.

## Viața și opera

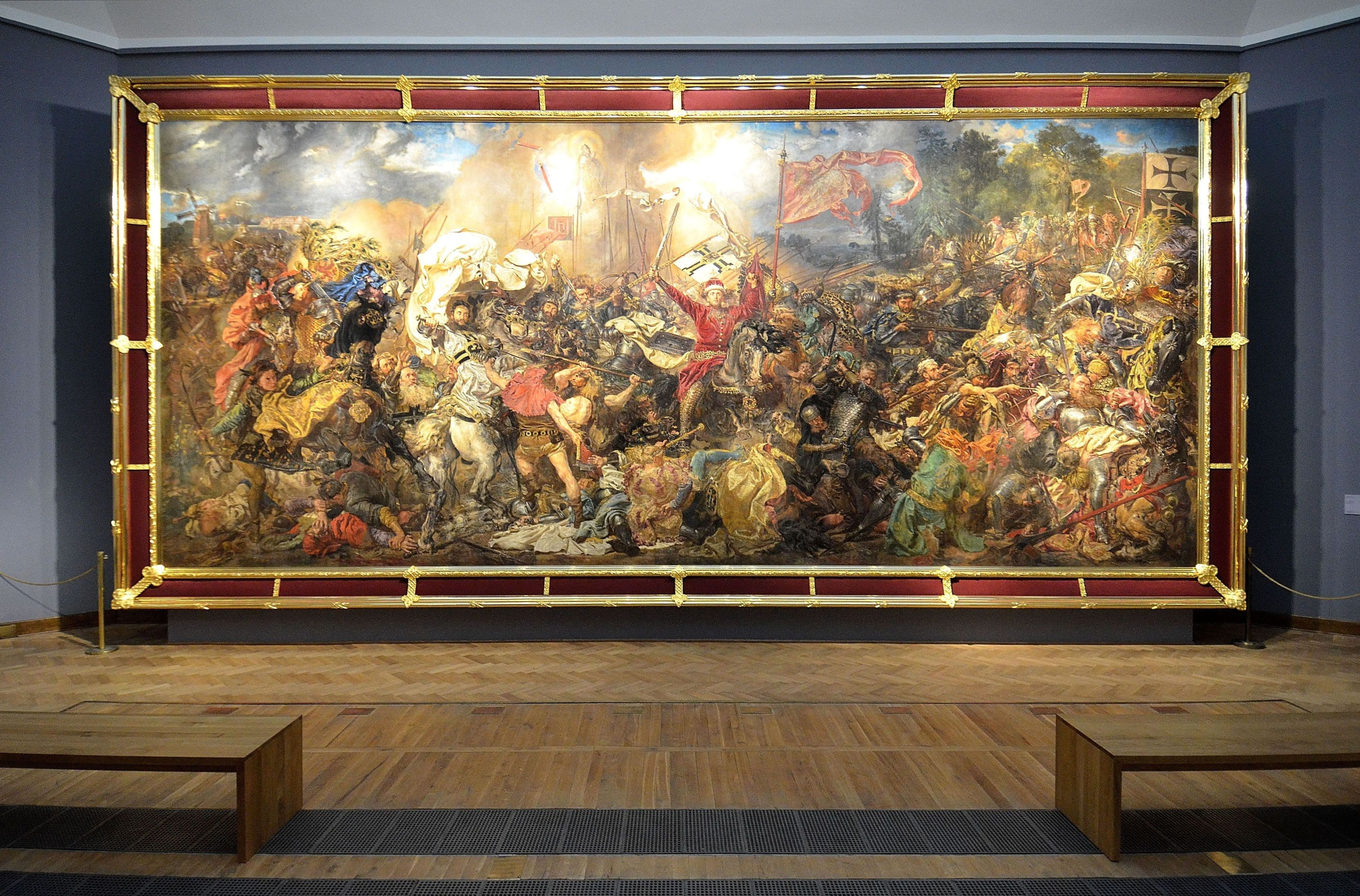
Bătălia de la Grunwald

Jan Matejko s-a născut la 24 iunie 1938 în Orașul liber Cracovia, pe atunci provincie autonomă aparținând Austriei. Tatăl său, Franciszek Ksawery Mateiko, profesor de muzică, era ceh originar din Boemia, mama, Joanna Karolina Rossberg, provenea dintr-o familie cu rădăcini germane. Arătând de timpuriu înclinații spre desen și pictură, Jan este înscris în anul 1851 la Școala de Arte Frumoase din orașul natal. Profesori la școală în acea vreme erau Wojciech Korneli Statter și Władysław Łuszkiewicz. În 1858, primește o bursă de studii la München. Aici are ocazia să viziteze bogata colecție de tablouri din Pinacotecă; este fascinat în special de Rubens, Van Dyck și Paul Delaroche.
După întoarcerea la Cracovia, închiriază pe strada Krupnicza un atelier atât de strâmt, încât tablourile de dimensiuni mai mari este nevoit să le desfășoare și să le picteze pe bucăți. În schimb este foarte ambițios. Când, în 1862, Societatea Artelor Frumoase îi oferă 1000 de florini pentru tabloul „Kochanowski cu fiica sa Urszula moartă”, cu condiția să-și continue studiile la Viena, refuză, jignit că este tratat ca un începător. Are dreptate, pentru că în același an va picta unul din cele mai frumoase tablouri ale sale, „Bufonul în timpul balului, aflând știrea căderii orașului Smolensk”.
Pe 22 ianuarie 1863, se declanșează o insurecție a „popoarelor polonez, lituanian și ucrainean”, chemate la luptă împotriva guvernului austro-ungar. Detașamentele cracoviene sunt învinse. Matejko are douăzeci și șase de ani. Termină de pictat "Predica lui Skarga" (1864), cu care repurtează un succes fără precedent. Pe 21 noiembrie 1864 se căsătorește cu Teodora Giebultowska. Câteva luni mai târziu, călătoresc împreună la Praga, Dresda, Köln și la Paris, unde tabloul Predica lui Skarga este prezentat în cadrul Salonului (1865), obținând medalia de aur.
Revenit la Cracovia, termină tabloul „Rejtan” (1866), care va fi cumpărat de împăratul Franz Joseph al Austriei. Tabloul declanșează o serie de discuții privind trecutul istoric al Poloniei, discuții care prevalează asupra valorii artistice. Însuși Matejko își consideră operele ca o contribuție în polemica pe tema istoriei.
În anul 1869, după ce pictează tabloul "Uniunea de la Lublin", primește în Franța Legiunea de Onoare. Tabloul va fi achiziționat prin contribuții publice, devenind proprietatea orașului Cracovia.
În anul 1873, lui Matejko i se propune să preia conducerea Academiei din Praga, unde se construiește și un Palat al Artei. La Cracovia, în schimb, guvernatorul orașului intenționează să închidă Școala de Arte Frumoase. Deși atractivă din punct de vedere artistic și financiar, Matejko refuză oferta primită și preferă să rămână în Cracovia. Hotărârea lui provoacă o acțiune de protest a studenților, în urma căreia decizia de închidere a Școlii este revocată, iar Matejko este numit directorul ei.
Din străinătate sosesc numeroase dovezi de recunoaștere, Matejko devine membru de onoare al Academiilor din Paris, Berlin, Praga și Viena, precum și al "Academiei Rafaelite" din Urbino. Surprinde prin neobosita lui activitate. Pictează tablouri cu scene din istoria Poloniei, înțelegând importanța propagandei în politică. Dorește ca prin pictura sa să promoveze problematica Poloniei în opinia publică europeană. În anul 1878, pictează tabloul "Bătălia de la Grünwald", considerat și astăzi o capodoperă a picturii pe teme istorice. Urmează Galeria regilor și prinților polonezi (1890-1892), care reunește 44 de desene, înfățișându-i pe conducătorii polonezi, desene care vor ilustra o Istorie a Poloniei scrisă de istoricul cracovian Stanislaw Smolka. În 1892, pictează cunoscutul "Autoportret" (reprodus aici la începutul articolului).
În 1893, pleacă la Bochnia, unde trebuie să restaureze capela Sf. Kinga. La 30 octombrie, Matejko se mai străduiește încă să picteze, dar nu mai are puterea să-și continue lucrul. În ziua următoare face o hemoragie puternică. Moare la 1 noiembrie 1893, în vârstă de 55 de ani.

## Activitatea artistică
Jan Matejko în dorința sa de a promova toate domeniile de interes în domeniul istoriei, a publicat în anul 1860 un album ilustrat „Îmbrăcăminte tradițională din Polonia” (poloneză Ubiory w Polsce), vizând intensificarea sentimentelor patriotice ale poporului polonez. Un exemplu în plus în acest sens stând și expoziția pe care a deschis-o în anul 1861, ca s-a intitulat „Otrăvirea reginei Bony” (poloneză Otrucie królowej Bony). În acești ani, Matejko credea că vocația sa era să se dedice exclusiv picturilor istorice, astfel, el a abandonat pictura religioasă creștină. De fapt, el a creat o viziune a istoriei poloneze pe care nu o putem nega în ciuda tuturor criticilor care au venit, ulterior, din partea specialiștilor. Jan Matejko de multe ori a reprezentat în picturile sale personaje care în realitate nu au participat la evenimentele pictate de el, cum au fost de exemplu Hugo Kołłątaj și generalul Józef Wodzicki în „Bătălia de la Racławice”. Pictorul era interesat de crearea unei sinteze istorico - filozofice și nu reprezentarea istorică a evenimentelor. Munca pe care Matejko a exercitat-o în întreaga sa viață trebuie apreciată nu numai artistic, ci și din perspectiva funcției sociale pe care a avut-o și încă o mai are și astăzi. El a privit istoria ca o reprezentare a prezentului și viitorului prin prisma trecutului. Picturile sale nu sunt ilustrații istorice, ci, mai degrabă, ele sunt o expresie puternică a atitudinii artistului față de lume.

## Teme istorice

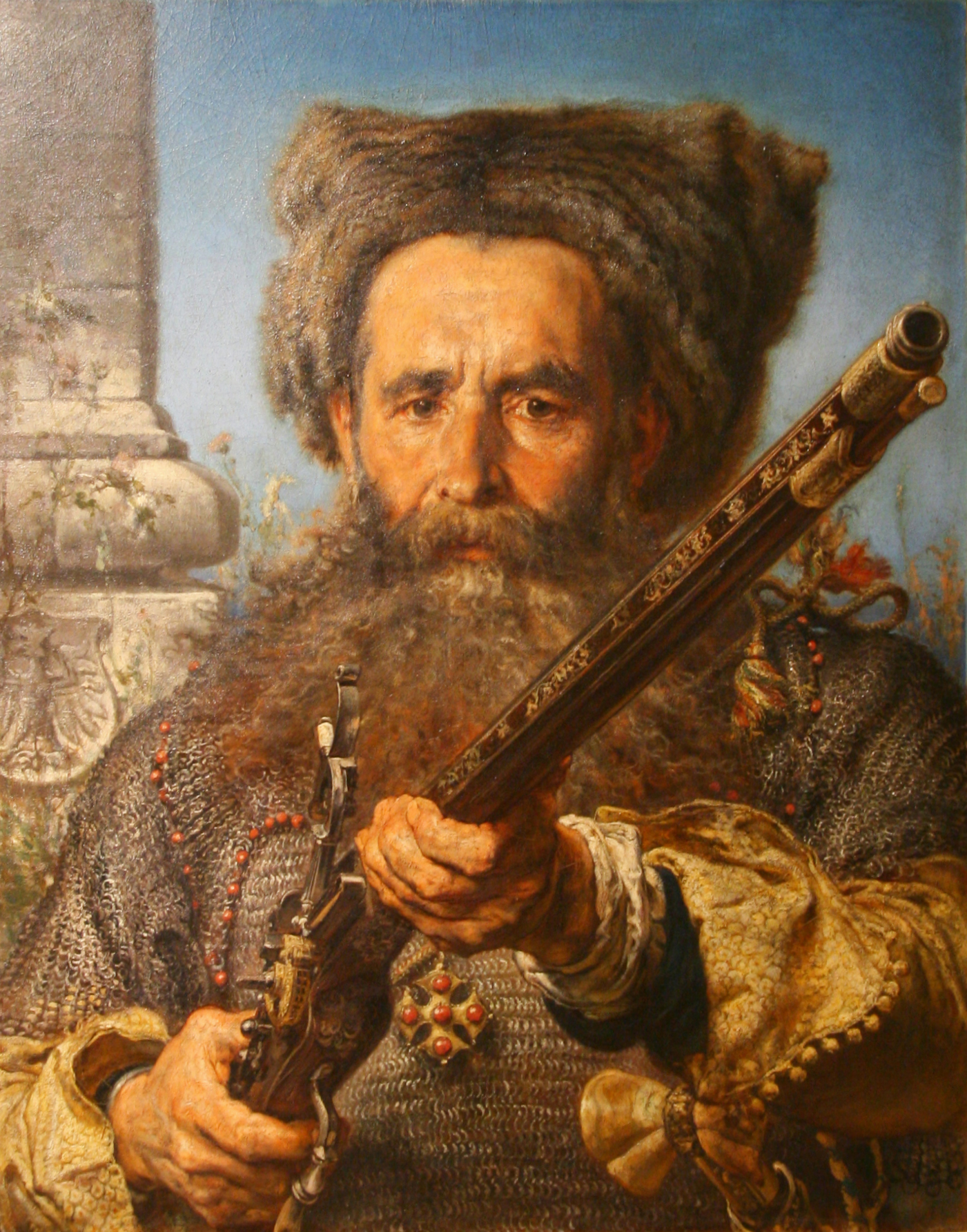
Portretul Hatmanului Ostafij Daszkiewicz.

Jan Matejko în toată activitatea sa ulterioară părăsirii tematicii biblice, s-a concentrat pe principalele subiecte din istoria Poloniei și pe identificarea surselor de documentare în vederea realizării cu minuțiozitate a imaginilor pictate. El a creat două categorii de picturi istorice. Prima categorie a fost cea îndreptată contra magnaților polonezi a căror lipsă de patriotism a cauzat în opinia sa căderea Poloniei. Această direcție în pictura sa a fost începută prin realizarea picturii Stańczyk („Bufonul Stanczyk la știrea căderii orașului Smolensk”) în anul 1862. Stanczyk, a fost un bufon la curtea regelui Sigismund I (1437-1548), căruia, Matejko i-a dat alte însușiri artistice. Bufonul este reprezentat ca un simbol al conștiinței națiunii: el stă posomorât într-un scaun aparte de celelalte elemente de mobilier pictate, el prevăzând că evenimentele din timpul războaielor ruso - lituaniene vor avea un sfârșit tragic. În acest grup de picturi se includ și pânzele „Predica de Piotr Skarga” (poloneză Kazanie Skargi, 1864) și „Reytan” din 1866.
A doua categorie este dedicată evenimentelor celebre din istoria Poloniei, pictate după înfrângerea rebeliunii din 22 ianuarie 1863 (poloneză powstanie styczniowe). Jan Matejko a pictat numeroase evenimente și bătălii din istoria Poloniei. Lucrarea sa cea mai faimoasă este „Bătălia de la Grunwald” (poloneză (Bitwa pod Grunwaldem din 1878) ce ilustrează victoria polono - lituaniană din anul 1410 asupra cavalerilor teutoni, o pictură care i-a adus o recunoaștere internațională ca „simbol de neegalat al naționalismului polonez”. Alte picturi din această categorie includ „Uniunea de la Lublin” (poloneză Unia Lubelska, 1869), „Stefan Batory, la asediul Pskov” (poloneză Stefan Batory pod Pskowem, 1872), „Astronomul Copernic discutând cu Dumnezeu” (poloneză Kopernik), „Zygmunta” în 1874, „HOLD Pruski” în 1882, „Sobieski pod Wiedniem” în 1883, „Wernyhora”, „Kościuszko pod Racławicami” în 1888, „Dzieje Cywilizacji w Polsce” în 1889, și „Konstytucja 3 Maja” din 1891. În perioada 1890 - 1892, Matejko a pictat portretele regilor polonezi adunate în cartea sa „Portretele regilor Poloniei” publicată în 1890, pasiunea sa pentru detaliu fiind demonstrată la realizarea schițelor de cranii cu ocazia deschiderii sarcofagului reginei Jadwiga în anul 1887.
Printre alte portrete, se mai pot enumera ca fiind celebre: „Soția în rochia de mireasă” (poloneză Zona w sukni ślubnej, 1879), „A. Potoki” din 1879, „S. Tarnowski” din 1890, „Autoportret” din 1892. Matejko a realizat un total de 320 de picturi în ulei și câteva mii de desene și acuarele. Ca lucrări monumentale realizate, se desprinde policromia monumentală din Bazilica Sfintei Marii din Cracovia (Mariachi) făcută în colaborare cu Stanisław Wyspiański în perioada 1889 - 1891. Picturile cele mai importante au fost ascunse în timpul celui de al doilea război mondial („Bitwa pod Grunwaldem” a fost îngropat în Lublin ). Majoritatea picturilor sale sunt astăzi expuse la Muzeul Național din Varșovia. Lucrările sale, executate în mii de reproduceri au devenit ilustrații standard la toate evenimentele importante din istoria Poloniei.

## Studenți celebrii
Jan Matejko a avut ca profesor la Academia de Arte Frumoase din Cracovia, pe o mulțime de viitori artiști ce au devenit celebrii, cum sunt: 
Maurycy Gottlieb, Jacek Malczewski, Józef Mehoffer, Witold Pruszkowski, Leon Wyczółkowski, Stanisław Wyspiański, Ephraim Moses Lilien și Antoni Piotrowski.

## Lucrări celebre
În cele ce urmează sunt enumerate cele mai celebre tablouri, în ordine cronologică:
| #   | Pictura                                                                                             | Anul       | Tehnică și dimensiune         | Locație                           | Imagine |
| 1.  | Stańczyk (Bufonul Stanczyk la știrea căderii orașului Smolensk)                                     | 1862       | ulei pe pânză 120 × 88 cm     | Muzeul Național din Varșovia      |         |
| 2.  | Predica lui Skarga                                                                                  | 1864       | ulei pe pânză 224 × 397 cm    | Castelul Regal din Varșovia       |         |
| 3.  | Polonia ("Zakuwana Polska")                                                                         | 1864? 1879 | ulei pe pânză 156 × 232 cm    | Muzeul "Czartoryski" din Cracovia |         |
| 4.  | Rejtan - Căderea Poloniei                                                                           | 1866       | ulei pe pânză 282 × 487 cm    | Castelul Regal din Varșovia       |         |
| 5.  | Uniunea de la Lublin                                                                                | 1869       | ulei pe pânză 298 cm × 512 cm | Muzeul din Lublin                 |         |
| 6.  | Ștefan Báthory la Pâskov                                                                            | 1872       | ulei pe pânză 322 × 545 cm    | Castelul Regal din Varșovia       |         |
| 7.  | Astronomul Copernic discutând cu Dumnezeu                                                           | 1873       | ulei pe pânză 225 × 315 cm    | Colegiul "Novum"                  |         |
| 8.  | Înălțarea clopotului "Sigismund"                                                                    | 1874       | ulei pe lemn 94 × 189 cm      | Muzeul Național din Varșovia      |         |
| 9.  | Śmierć króla Przemysła II ("Moartea regelui Przemysł al II-lea")                                    | 1875       |                               | Galeria de artă din Zagreb        |         |
| 10. | Bătălia de la Grunwald                                                                              | 1878       | ulei pe pânză 426 × 987 cm    | Muzeul Național din Varșovia      |         |
| 11. | Hołd pruski ("Omagiul adus de prusaci")                                                             | 1880-82    | ulei pe pânză 388 × 875 cm    | Muzeul Național din Cracovia      |         |
| 12. | Jan III Sobieski pod Wiedniem ("Ioan al III-lea Sobieski la Viena")                                 | 1883       |                               | Muzeul din Vatican                |         |
| 13. | Wernyhora                                                                                           | 1883-84    | ulei pe pânză 290 × 204 cm    | Muzeul Național din Cracovia      |         |
| 14. | Założenie Akademii Lubrańskiego w Poznaniu (Întemeierea Academiei "Lubrański" de la Poznań)         | 1886       |                               | Muzeul Național din Poznań        |         |
| 15. | Bitwa pod Racławicami ("Lupta de la Racławice")                                                     | 1888       | ulei pe pânză 450 × 890 cm    | Muzeul Național din Cracovia      |         |
| 16. | ciclul Dzieje cywilizacji w Polsce ("Istoria civilizației din Polonia")                             | 1888       |                               |                                   |         |
| 17. | Încreștinarea Poloniei, în anul 966 d.C.                                                            | 1889       | ulei pe lemn 79 × 120 cm      | Muzeul Național din Varșovia      |         |
| 18. | Adoptarea Constituției de la 1791                                                                   | 1891       | ulei pe pânză 247 cm × 446 cm | Castelul Regal din Varșovia       |         |
| 19. | Țarul rus Vasili al IV-lea obligat să îngenuncheze înaintea regelui polon Sigismund al III-lea Vasa | 1892       | ulei pe lemn 42 cm × 63 cm    | Casa "Jan Matejko" din Cracovia   |         |

## Galerie imagini

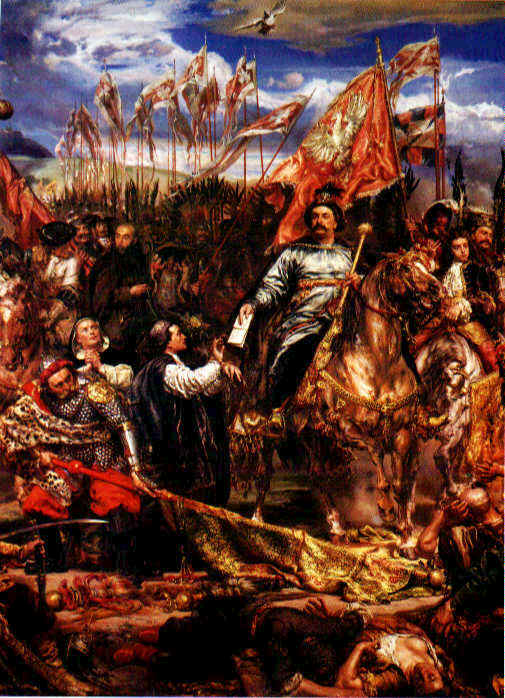
Ioan Sobieski la bătălia de la Viena din 1683
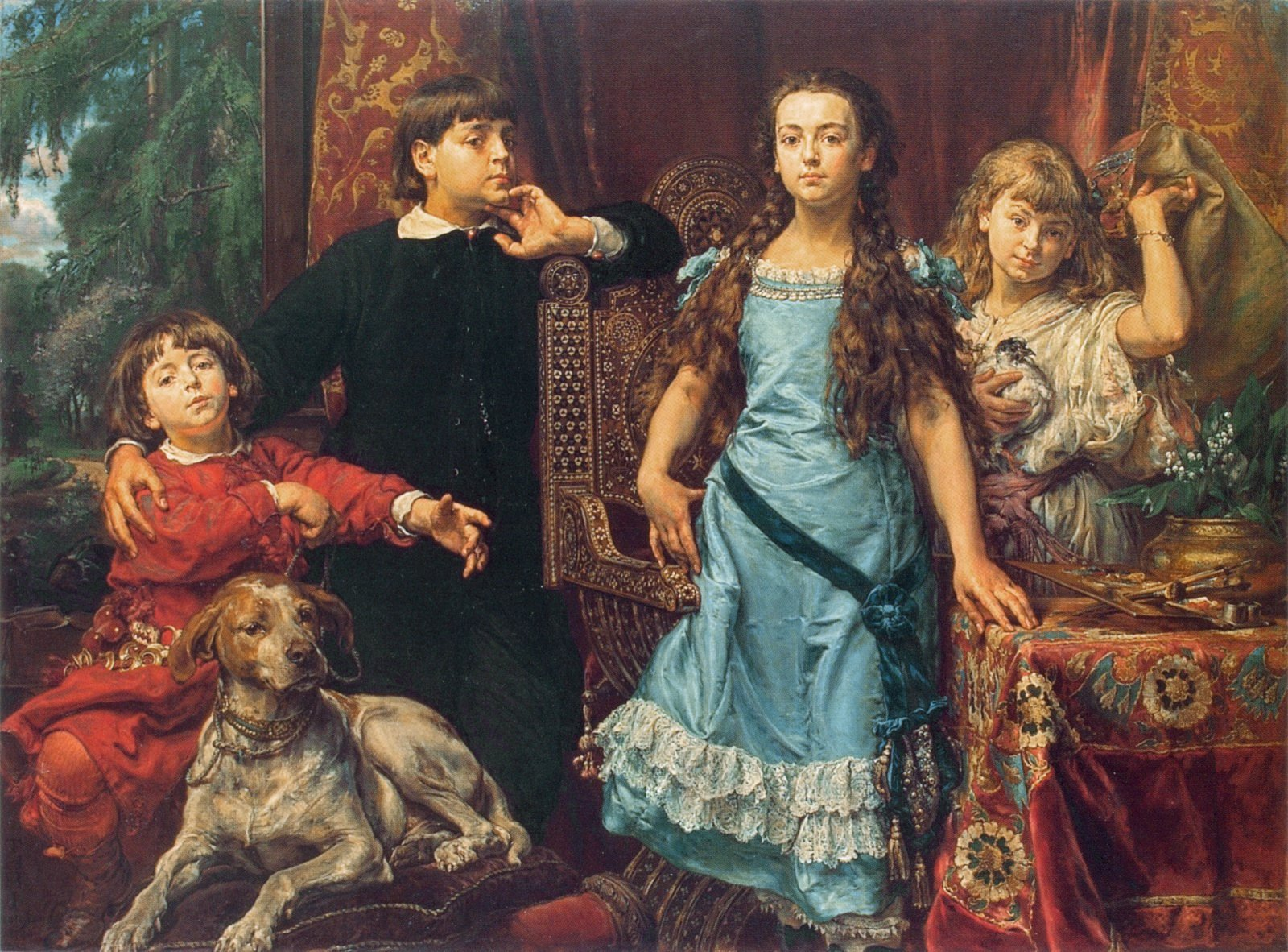
Copiii artistului
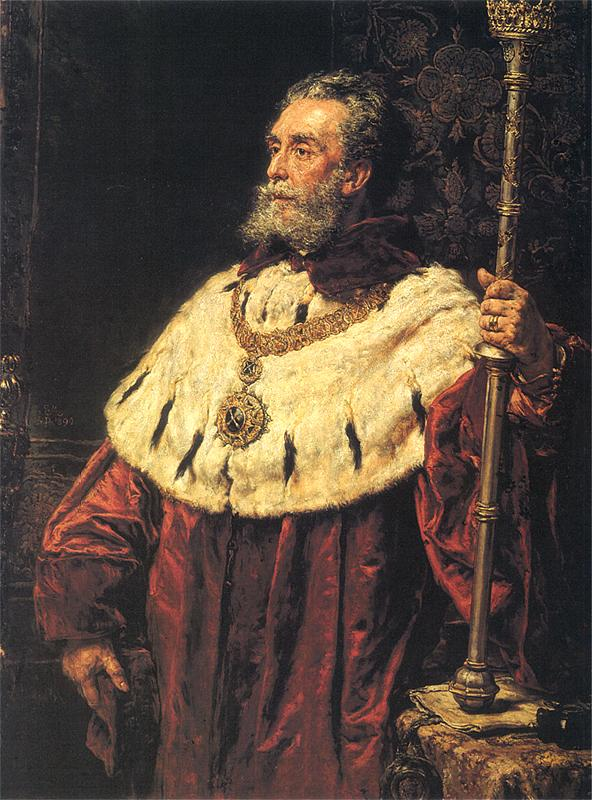
Portretul istoricului Stanislaw Tarnowski, 1890

## Alte materiale
- en The Political Censorship of Jan Matejko

## Legături externe
- en  Galerie completă a operelor lui Jan Matejko Arhivat în 30 decembrie 2020, la Wayback Machine.
- en  Galeria regilor și prinților polonezi
- en  Jan Matejko: Pictor și patriot[nefuncțională]
- pl  Colecția Jan Matejko
- pl  "Artiști la Școala Jan Matejko"
- pl  Galerie de picturi și biografie.
- en  Galerie de picturi de Jan Matejko.
- en  Galeria Wawel Arhivat în 17 noiembrie 2006, la Wayback Machine.
- pl  Galeria Omikron Arhivat în 24 martie 2011, la Wayback Machine.
- pl   la culture.pl Arhivat în 26 noiembrie 2012, la Wayback Machine.